# Nacionalismo catalão

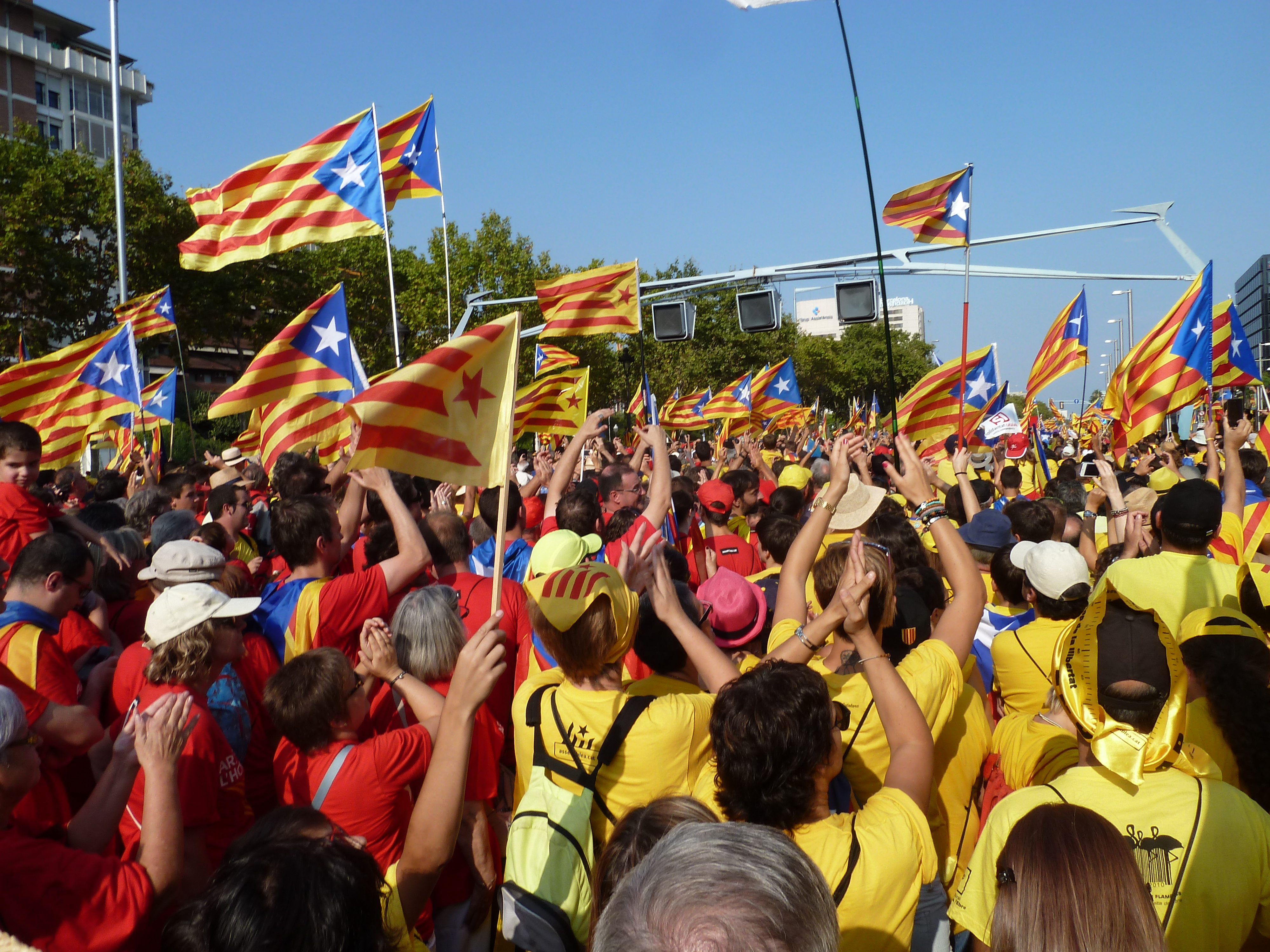
Bandeiras Esteladas em Barcelona durante a manifestação Via Catalana em 2014.

O Nacionalismo Catalão (em catalão: nacionalisme català) ou catalanismo é o movimento que propõe o reconhecimento da personalidade política e cultural da Catalunha ou dos Países Catalães. O nacionalismo e independentismo catalães defendem que a cultura catalã é distinta da espanhola, sustentando que a Catalunha é uma nação oprimida por Espanha desde sua ocupação pelas tropas borbónicas em 1714, dando como exemplo a posterior supressão das instituições catalãs e a proibição de sua língua na administração mediante os Decretos de Nova Planta promulgados por Felipe V. Do ponto de vista cultural, o nacionalismo catalão promove o uso da língua catalã em todos os âmbitos da vida social da Catalunha, e um nível de utilização superior ao da língua castelhana, entendendo que o catalão é a língua própria de Catalunha. Além disso, defendem o direito a utilizar a língua catalã tanto em instituições espanholas como europeias, com base quer no número de falantes, quer na sua tradição literária e histórica.
Os nacionalistas e independentistas catalães denunciam que a Catalunha está submetida a uma exploração económica por parte do estado espanhol, nomeadamente no que diz respeito ao déficit da balança fiscal da Catalunha, entendendo que esta recebe muito menos do que contribui em matéria de impostos. Por este motivo, a Catalunha vem reclamando historicamente um maior nível de autodeterminação, tanto numa perspectiva legislativa como em matéria de poder executivo, judicial, cultural e económico.
De um ponto de vista simbólico, o nacionalismo catalão defende ainda a ideia de que a Catalunha, mesmo enquanto parte integrante da Espanha, possa ter selecções desportivas próprias, distintas das selecções espanholas. Deste modo a Catalunha poderia participar em eventos ao mais alto nível internacional, seguindo o exemplo de outros territórios sem estado próprio como são o caso da Escócia, do País de Gales ou mesmo de Macau, sendo que estes possuem selecções desportivas independentes reconhecidas por organismos desportivos internacionais.
Deve diferenciar-se o nacionalismo catalão do catalanismo, que se por um lado enaltece os símbolos e tradições catalãs, por outro defende a preservação da cultura e a língua catalã, e a obtenção de maiores quotas de autonomia, mas sem articular nas  suas propostas políticas os argumentos das propostas do nacionalismo. Embora a maior parte dos catalanistas considere que Catalunha é uma nação, não fazem disso o motor de sua acção política e defendem a plena integração de Catalunha em Espanha, descartando a opção do independentismo catalão. Nesta linha ideológica encontram-se partidos como o Partit dels Socialistes de Catalunya ou Iniciativa per Catalunya Verds, que não se reconhecem como "nacionalistas" mas como "catalanistas", e ainda que defendam publicamente e formalmente a ideia de que a Catalunha é uma nação, estes defendem que esta pertence a Espanha, seja no contexto das actuais autonomias, seja adoptando uma fórmula de estado federal.

## Raízes históricas

Abrangência territorial da língua catalã.

De acordo com Joan Fuster, Hi ha "catalanistes" perquè hi ha "espanyolistes" e no fato o catalanismo estrutura-se séculos após a eliminação dos direitos catalães. Esta perda de direitos ocorre de forma gradual, durante o século XVIII, primeiro no norte da Catalunha, com a proibição do catalão em 1700 nos territórios abrangidos pelo Tratado dos Pirenéus na Catalunha e em seguida aplicando os Decretos de Nueva Planta adotados por Filipe V de Castela (oficialmente "de Espanha e Yndias") em 1716. A repressão da língua, cultura e instituições catalãs também continuaram por muito das ditaduras XIX e XX de Primo de Rivera e Francisco Franco.
Historicamente, o catalanismo estrutura-se como um movimento cultural durante o Renascimento, no momento em que tenta recuperar o prestígio da língua e cultura, depois de séculos de diglossia, com iniciativas como a restauração dos Jogos Florais em 1859.
Mais tarde, o catalanismo também estrutura-se como um movimento político, isso ocorre em 1892, quando o programa chamado Bases de Manresa defende a restauração das antigas Constituições da Catalunha, as regras aprovadas pelo Parlamento catalão e concedeu um alto grau de soberania na Catalunha até 1714.
Atualmente, os partidos ou indivíduos que afirmam ser catalanistas consideram que Catalunha ou os Países Catalães, são uma nação e, portanto, merecem um alto grau de autonomia. As alternativas, no entanto, diferem com respeito ao contexto no qual Catalunha tem de desempenhar os seus direitos históricos. Assim, enquanto alguns optam por soberania própria do povo catalão através da autodeterminação, outros preferem uma extensão de auto governo no âmbito das autonomias existentes ou optam pela criação de um novo estado federal.

## Correntes

### Independentistas

Bandeira do independentismo catalão.

Encabeçada pela Esquerra Republicana de Catalunya, ainda que também com a participação de sectores da Convergència Democràtica de Catalunya, é um movimento minoritário, que defende a ideia da independência de Catalunha entendendo a autodeterminação para Catalunha, como passo prévio para a sua independência.
No seio do movimento independentista, encontra-se generalizada a ideia de que a nação catalã é não só formada pela Comunidade Autónoma de Catalunha, mas também pelos territórios de língua e cultura tradicionalmente catalãs, isto é, pela maior parte da Comunidade Valenciana, pelas Ilhas Baleares, pela faixa de Aragão, pelo Rossilhão francês, denominado Catalunha Norte, pela cidade de Alguer na Itália e pelo principado de Andorra. Este conjunto de territórios recebe por sua vez a denominação de Países Catalães (Països Catalans), sendo o propósito último desta corrente seria a criação de uma confederação que os agrupe.

### Direito à autodeterminação
É uma corrente liderada principalmente pela Convergència Democràtica de Catalunya. Esta sustenta que a Catalunha deverá ser reconhecida como nação, com governo autónomo e direito à autodeterminação. Os defensores desta corrente entendem que os catalães deveriam poder participar activamente no futuro estatuto da Catalunha, e poder decidir se a Catalunha deve permanecer integrada na Espanha (seja sob um sistema de estado com várias nações ou federal) ou tornar-se independente.